# 服部米次郎

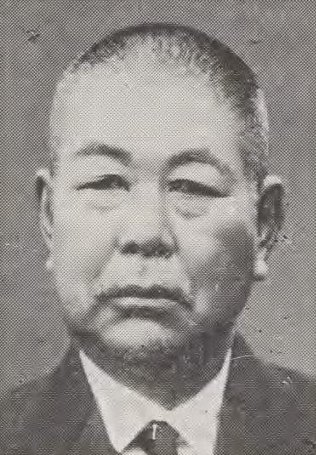
服部米次郎

服部 米次郎（はっとり よねじろう、明治3年12月16日（1871年2月5日） – 昭和39年（1964年）7月1日）は、日本の衆議院議員（立憲政友会）。大日本帝国陸軍軍人。

## 経歴
伊勢国一志郡高茶屋村（現在の三重県津市）出身。1894年（明治27年）7月27日に陸軍士官学校（5期）を卒業し、同年9月18日、砲兵少尉に任官。1898年（明治31年）には陸軍砲工学校普通科・高等科を卒業した。砲兵少佐に昇進し、その間に重砲兵第1連隊大隊長、永興湾要塞司令官を歴任した。1910年（明治43年）、憲兵少佐に転じ、統監府警務部長、朝鮮総督府警務部長を歴任した。1918年（大正7年）7月24日に待命となり、1919年（大正8年）、憲兵大佐で予備役に編入された。
その後、高茶屋村長、三重県会議員に選出された。
1936年（昭和11年）、第19回衆議院議員総選挙に出馬し、当選を果たした。

## 栄典
- 1894年（明治27年）10月26日 - 正八位[6]